# Punta Lamarche
La punta Lamarche (51°32′S 58°00′O / -51.533, -58.000) se encuentra en el noreste de la isla Soledad del archipiélago de las Malvinas. Administrativamente pertenece al departamento Islas del Atlántico Sur de la provincia de Tierra del Fuego, Antártida e Islas del Atlántico Sur.
Esta punta se ubica en la costa norte de la bahía de la Anunciación, y junto con la punta Duclos que está al occidente, marca la entrada del puerto Johnson. Además, se encuentra al norte de la punta Tirada y al sur de la  caleta Magallanes.